# Rio Verde de Mato Grosso
Rio Verde de Mato Grosso là một đô thị thuộc bang Mato Grosso do Sul, Brasil. Đô thị này có diện tích 8151,975 km², dân số năm 2007 là 18586 người, mật độ 2,28 người/km².